# Eucalyptus macarthurii
Eucalyptus macarthurii es un árbol perteneciente a la familia Myrtaceae.

## Distribución
Es un árbol de tamaño mediano (hasta 45 m) endémico de Nueva Gales del Sur, Australia. Es nativa en el Valle del Distrito y del Sur de Jenolan Moss, Bradman Oval , en Bowral.

## Descripción
Las hojas juveniles son de hasta 4,5 cm de ancho. Las hojas adultas son más delgadas, de hasta 13 cm de largo y 1,5 cm de ancho. La corteza es poco fibrosa.

## Propiedades
En el pasado fue cosechada comercialmente para el acetato de geranilo, que se extrae de la corteza mediante destilación.

## Taxonomía
Eucalyptus macarthurii fue descrita por H.Deane & Maiden y publicado en Proceedings of the Linnean Society of New South Wales 24: 448. 1899.
Etimología
Eucalyptus: nombre genérico que proviene del griego antiguo: eû = "bien, justamente" y kalyptós = "cubierto, que recubre". En Eucalyptus L'Hér., los pétalos, soldados entre sí y a veces también con los sépalos, forman parte del opérculo, perfectamente ajustado al hipanto, que se desprende a la hora de la floración.
macarthurii: epíteto otorgado en honor de Sir William Macarthur, de Camden Park, que parece haber sido el primero en reconocer esta especie particular, como un árbol distinto, mientras que él era sin duda uno de los pioneros en la difícil tarea de difundir información precisa con respecto a los eucaliptos de Nueva Gales del Sur.
Sinonimia
- Eucalyptus diversifolia Woolls[6]

## Bibliograría
1. Deane, H. & Maiden, J.H., (1899) Proceedings of the Linnean Society of New South Wales 24: 448, t. xxxviii [tax. nov.]
2. Grimwade, R., (1920) An anthography of the eucalypts: pl. 18
3. Grimwade, R., (1930) An anthography of the eucalypts Edn. 2: pl. 29
4. Floyd, A.G., (1978) Forestry Commission of New South Wales Research Note 35: 138-139
5. Jacobs, S.W.L. & Pickard, J., (1981) Plants of New South Wales: 160
6. Brooker, M.I.H., Kleinig, D.A. & Boland, D.J., (1984) Forest Trees of Australia Edn. 4: 466